# Vuokatti
Vuokatti er en finsk by i Sotkamo Kommune, der er beliggende i Region Kainuu i det nordøstlige Finland. Byen har en væsentlig samisk befolkning og kultur.

## Sport
I Vuokatti findes der en stor sportspark, hvor der er etableret en skitunnel, således der kan trænes langrend om sommeren. Umildbart nord for byen findes et lille alpint skicenter, med pister som løber ned af byen største bakke Porttivaara på 345 m.o.h.. I samme område findes Vuokatti Skihopbakke der er opført i 1947, og er blevet brugt ved Junior-VM i nordisk skiløb 1992 og European Youth Olympic Festival i 2001. I 2013 blev der afholdt VM i orienteringsløb 2013.